# FDPS
FDPS (англ. Farnesyl diphosphate synthase) – білок, який кодується однойменним геном, розташованим у людей на 1-й хромосомі. Довжина поліпептидного ланцюга білка становить 419 амінокислот, а молекулярна маса — 48 275.
| 10         |  | 20         |  | 30         |  | 40         |  | 50         |
| ---------- |  | ---------- |  | ---------- |  | ---------- |  | ---------- |
| MPLSRWLRSV |  | GVFLLPAPYW |  | APRERWLGSL |  | RRPSLVHGYP |  | VLAWHSARCW |
| CQAWTEEPRA |  | LCSSLRMNGD |  | QNSDVYAQEK |  | QDFVQHFSQI |  | VRVLTEDEMG |
| HPEIGDAIAR |  | LKEVLEYNAI |  | GGKYNRGLTV |  | VVAFRELVEP |  | RKQDADSLQR |
| AWTVGWCVEL |  | LQAFFLVADD |  | IMDSSLTRRG |  | QICWYQKPGV |  | GLDAINDANL |
| LEACIYRLLK |  | LYCREQPYYL |  | NLIELFLQSS |  | YQTEIGQTLD |  | LLTAPQGNVD |
| LVRFTEKRYK |  | SIVKYKTAFY |  | SFYLPIAAAM |  | YMAGIDGEKE |  | HANAKKILLE |
| MGEFFQIQDD |  | YLDLFGDPSV |  | TGKIGTDIQD |  | NKCSWLVVQC |  | LQRATPEQYQ |
| ILKENYGQKE |  | AEKVARVKAL |  | YEELDLPAVF |  | LQYEEDSYSH |  | IMALIEQYAA |
| PLPPAVFLGL |  | ARKIYKRRK  |  |            |  |            |  |            |

A: Аланін

C: Цистеїн

D: Аспарагінова кислота

E: Глутамінова кислота

F: Фенілаланін

G: Гліцин

H: Гістидин

I: Ізолейцин

K: Лізин

L: Лейцин

M: Метіонін

N: Аспарагін

P: Пролін

Q: Глутамін

R: Аргінін

S: Серин

T: Треонін

V: Валін

W: Триптофан

Кодований геном білок за функцією належить до трансфераз. 
Задіяний у таких біологічних процесах, як взаємодія хазяїн-вірус, метаболізм ліпідів, метаболізм холестеролу, метаболізм стероїдів, метаболізм стеролів, біосинтез ліпідів, біосинтез холестеролу, біосинтез стероїдів, біосинтез стеролів, ацетилювання, альтернативний сплайсинг. 
Білок має сайт для зв'язування з іонами металів, іоном магнію. 
Локалізований у цитоплазмі.